# Smittia niitakana
Smittia niitakana är en tvåvingeart som först beskrevs av Tokunaga 1939.  Smittia niitakana ingår i släktet Smittia och familjen fjädermyggor.
Artens utbredningsområde är Taiwan. Inga underarter finns listade i Catalogue of Life.